# Henrik Rönnquist
Henrik Rönnquist, född 1 oktober 1975 i Stockholm, är en svensk auktionist och värderingsman.

## Biografi
Rönnquist arbetade tidigare som gallerist och konsthandlare i Malmö. Han har under sin tid som gallerist ställt ut bland andra Regina Lund, Peter Wahlbeck, Bengt Lindström, Ronny Hård, Carolina Gynning, Ulf Lundell, Fredrik Jensner, Caroline af Ugglas och Jan "Rock-Ola" Olofsson. 

### Uppmärksammade utställningar
Rönnquist drev Galleri Rönnquist & Rönnquist i Malmö, som han och hans far konstnären Björn Rönnquist startade den 29 januari 2000. Sommaren 2013 ställde han ut Lars Vilks bilder, däribland de kontroversiella bilderna på Muhammed som rondellhund. Han fick för denna utställning uppmärksamhet över hela världen och tavlorna sålde slut redan första dagarna efter att utställningen hade öppnat. I december samma år visade han tavlor med rondellhundar av Lars Vilks i Stockholm.  
År 2014 ställde galleriet ut verk av gatukonstnären Dan Park. Denna utställning blev stoppad av polis kort efter att den öppnat och Rönnquist blev dömd till villkorlig fängelsedom och dagsböter för  hets mot folkgrupp. Tidigare 2014 visades Vilks rondellhundar ytterligare en gång på galleriet i Malmö. Den gång inkluderades de tre förbjudna teckningarna. Uppmärksamheten fick omfattande konsekvenser för Rönnquist, som trakasserades, kritiserades hårt i media och vars galleri vandaliserades. I slutet av 2014 fick galleriet efter femton års verksamhet stänga. Rönnquist var en av grundarna av Pegida i Sverige 2015, men organisationen lades ner senare samma år.